# Kurt Tanzer
Kurt Tanzer (1 de novembro de 1920 - 25 de junho de 1960) foi um piloto alemão da Luftwaffe durante a Segunda Guerra Mundial. Voou 723 missões de combate, nas quais abateu 143 aeronaves inimigas, o que fez dele um ás da aviação. Após a guerra, juntou-se à Bundeswehr, e um dia, quando pilotava um avião Lockheed T-33 em péssimas condições atmosféricas, Tanzer faleceu.